# 布尔津镇
布尔津镇（維吾爾語：بۇرچىن‎）是中华人民共和国新疆维吾尔自治区阿勒泰地区布尔津县下辖的一个乡镇级行政单位。

## 沿革
该镇在1953年设巴扎尔乡，属县第二区管辖。1956年底，改为布尔津街镇。1958年公社化时，划归星火公社管辖。1959年，星火公社改称高潮公社。1965年9月，恢复建制。1972年11月，成立镇革命委员会，1980年改称镇人民政府。当地民族众多，其中以汉族、哈萨克族、回族、维吾尔族居多。
2014年7月21日，中国住房和城乡建设部、发展和改革委员会、财政部、国土资源部、农业部、民政部、科学技术部将新疆的111个镇列为全国重点镇，布尔津镇位列其中。

## 地理交通
布尔津镇地处山前冲积平原区，位于额尔齐斯河畔，三面环水，是布尔津县政治、经济、文化、交通中心，是阿勒泰地区西三县的交通枢纽，也是进入喀纳斯景区的必经之地，哈乌公路（哈巴河-乌鲁木齐）经城区向南行，阿勒泰市至吉木乃县公路由北向南横贯镇中。

## 行政区划
布尔津镇下辖以下地区：
额河社区、美丽峰社区、神湖社区、白山布社区、友谊峰社区、津河社区和切克台村。

## 图库

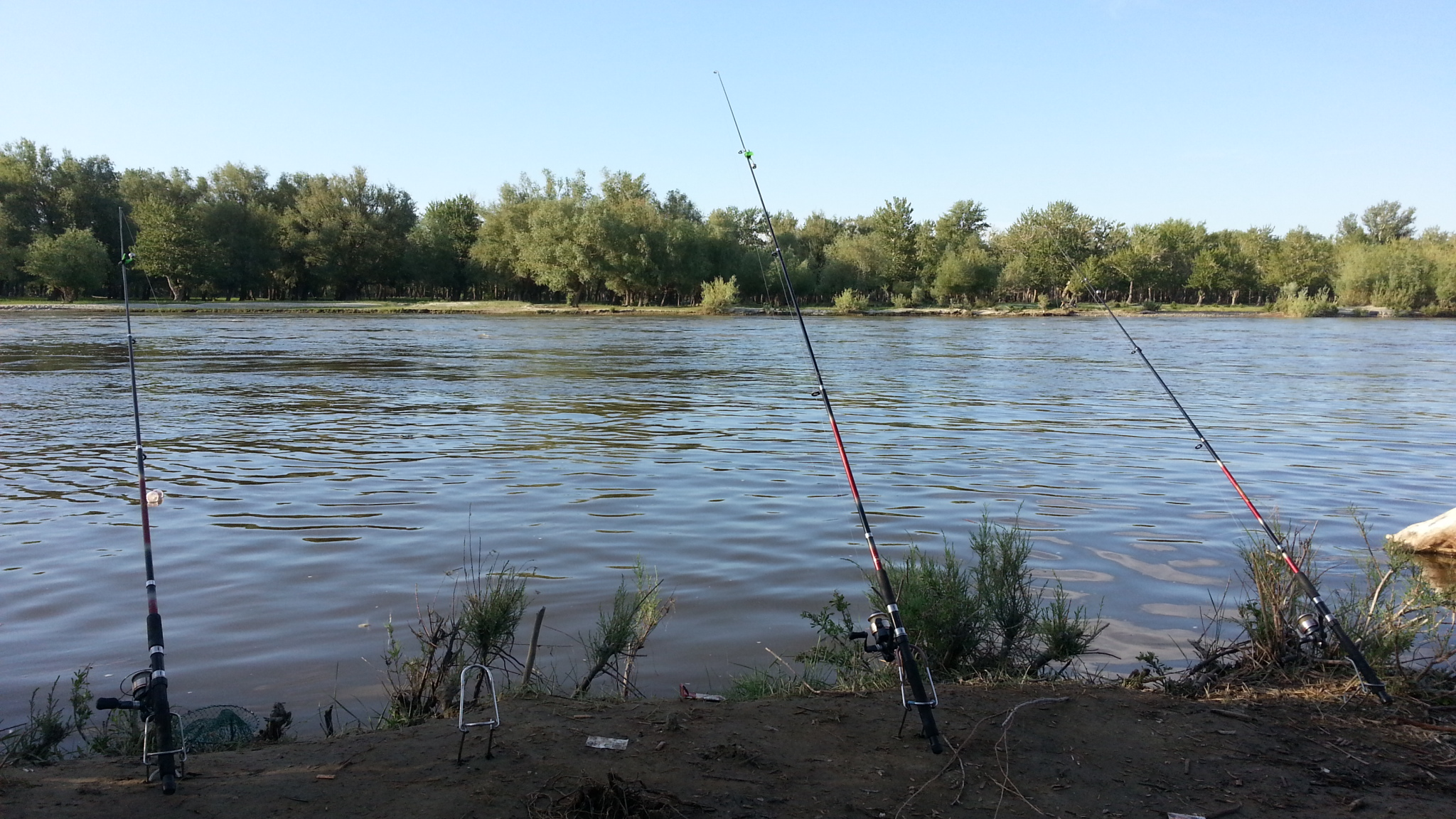
2008年额尔齐斯河哈巴河渡口
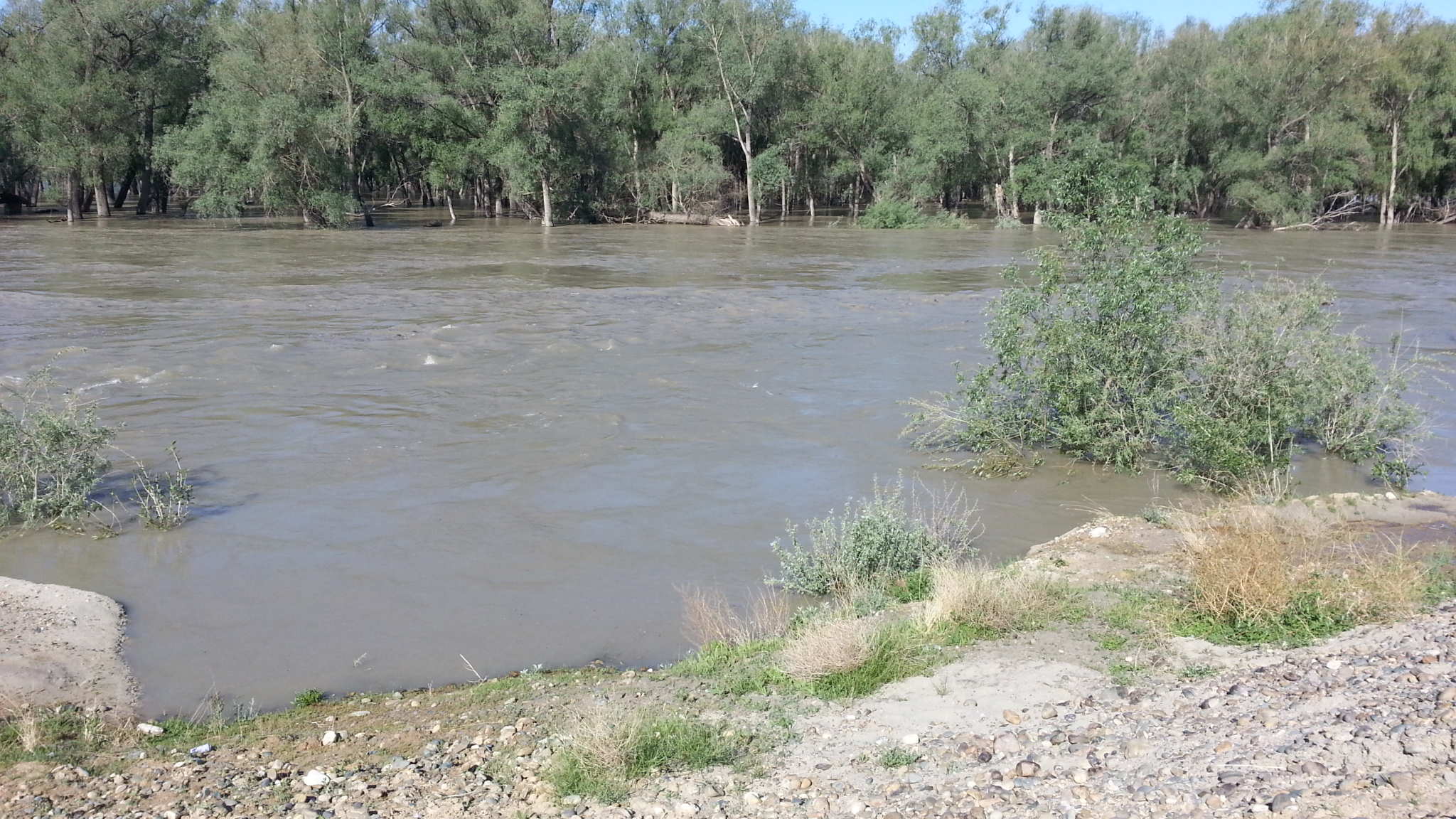
2014年6月1日额尔齐斯河托洪台
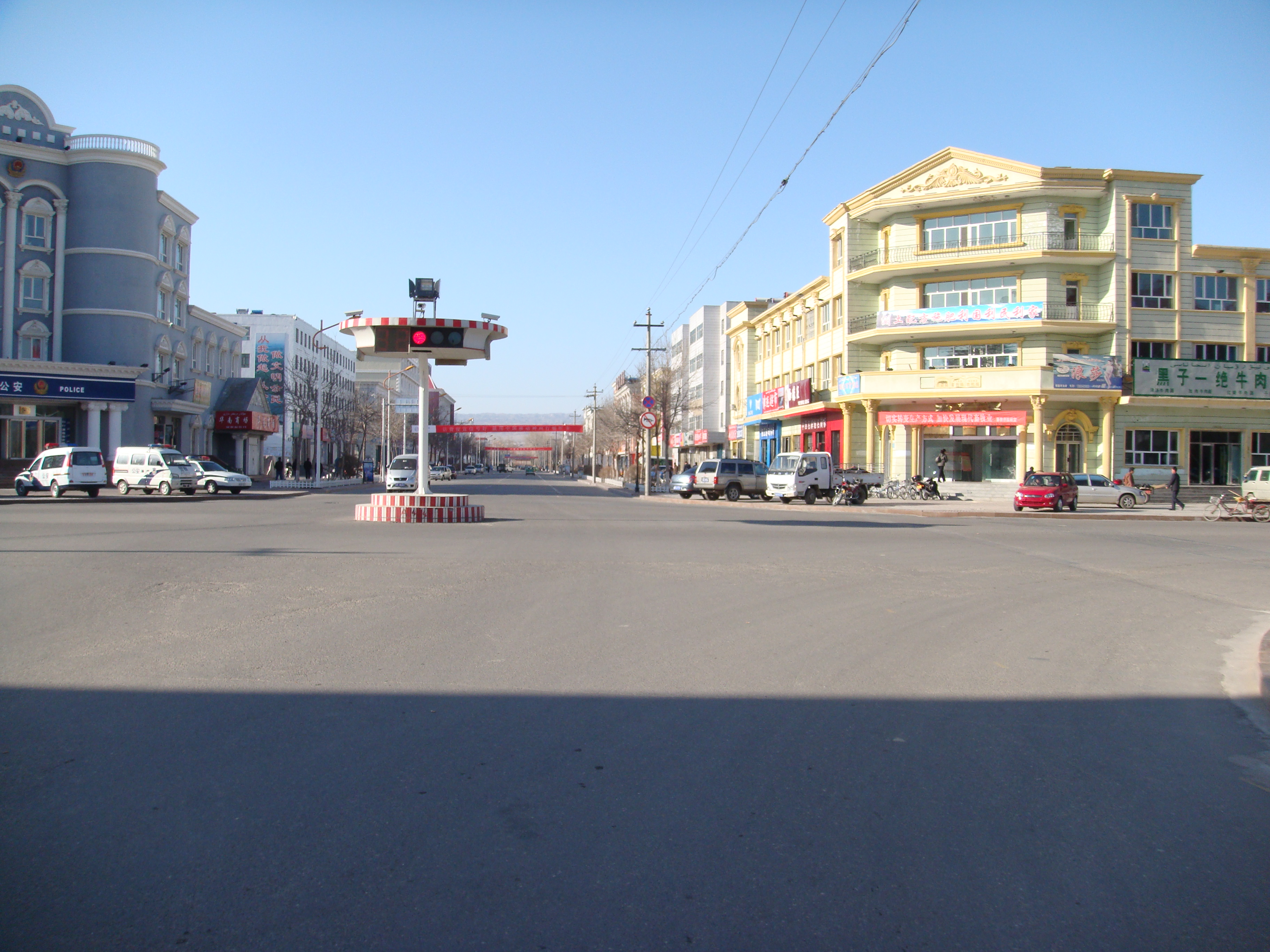
布尔津镇城镇
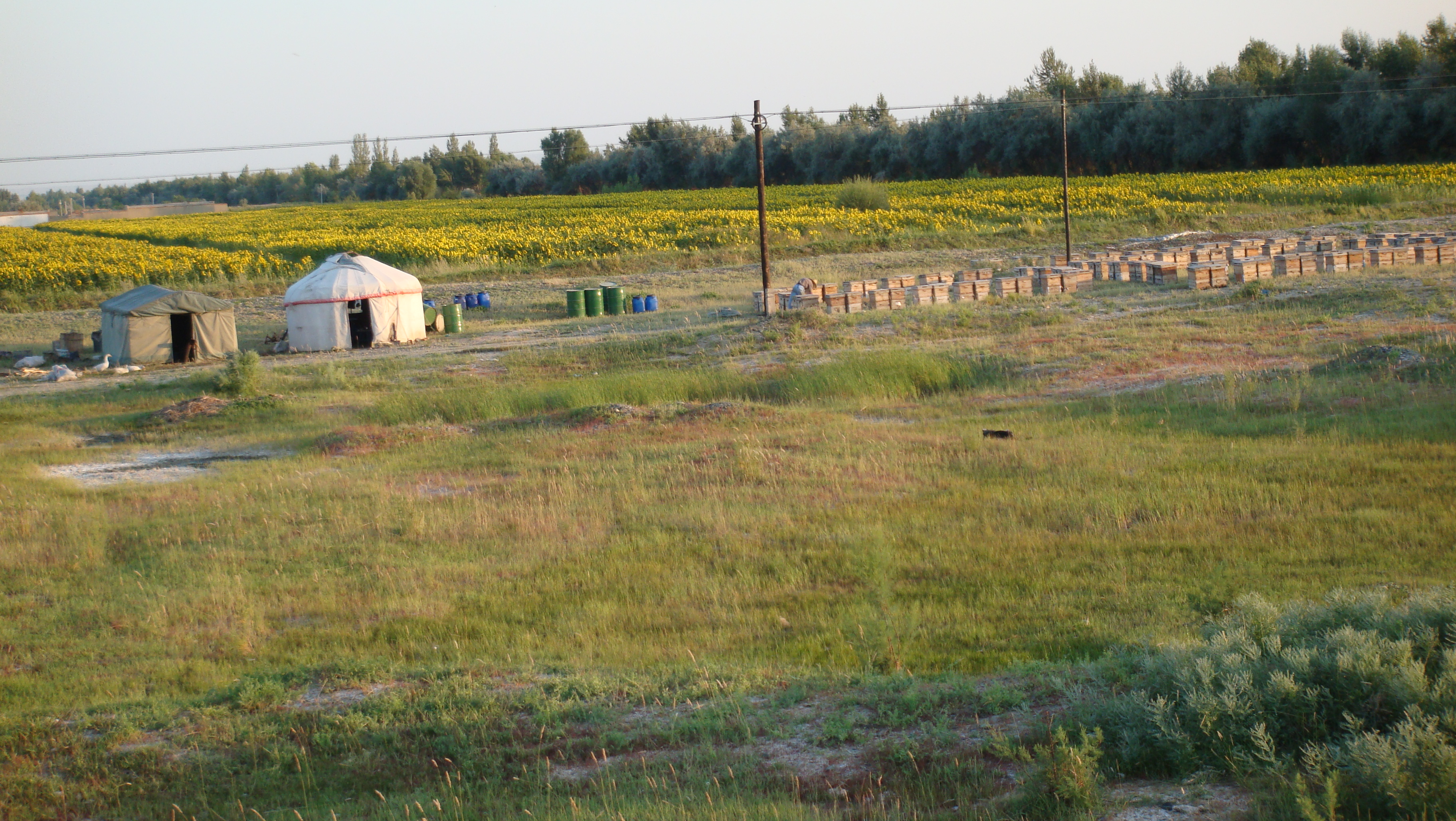
布尔津的养蜂
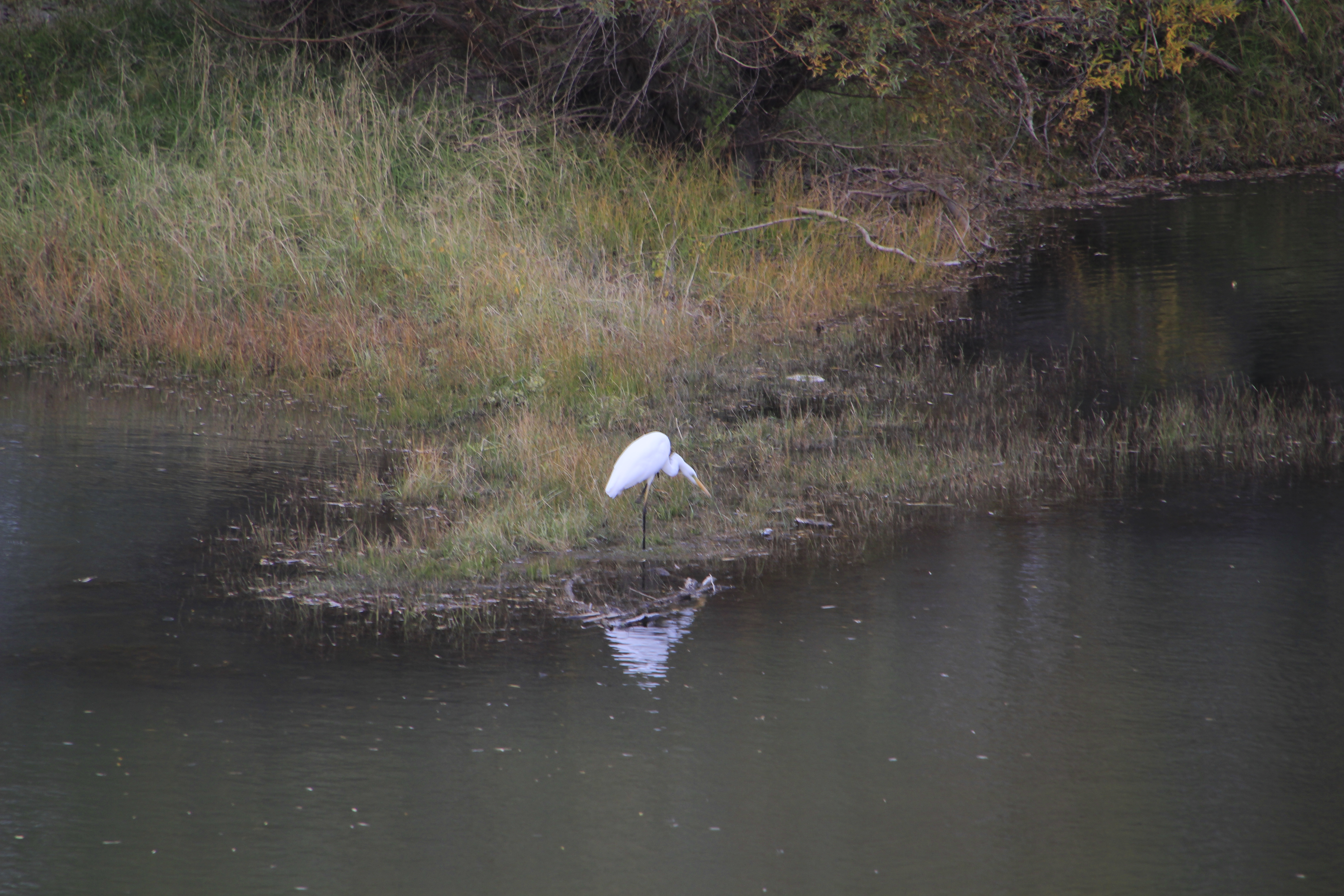
布尔津额尔齐斯河的白鹳
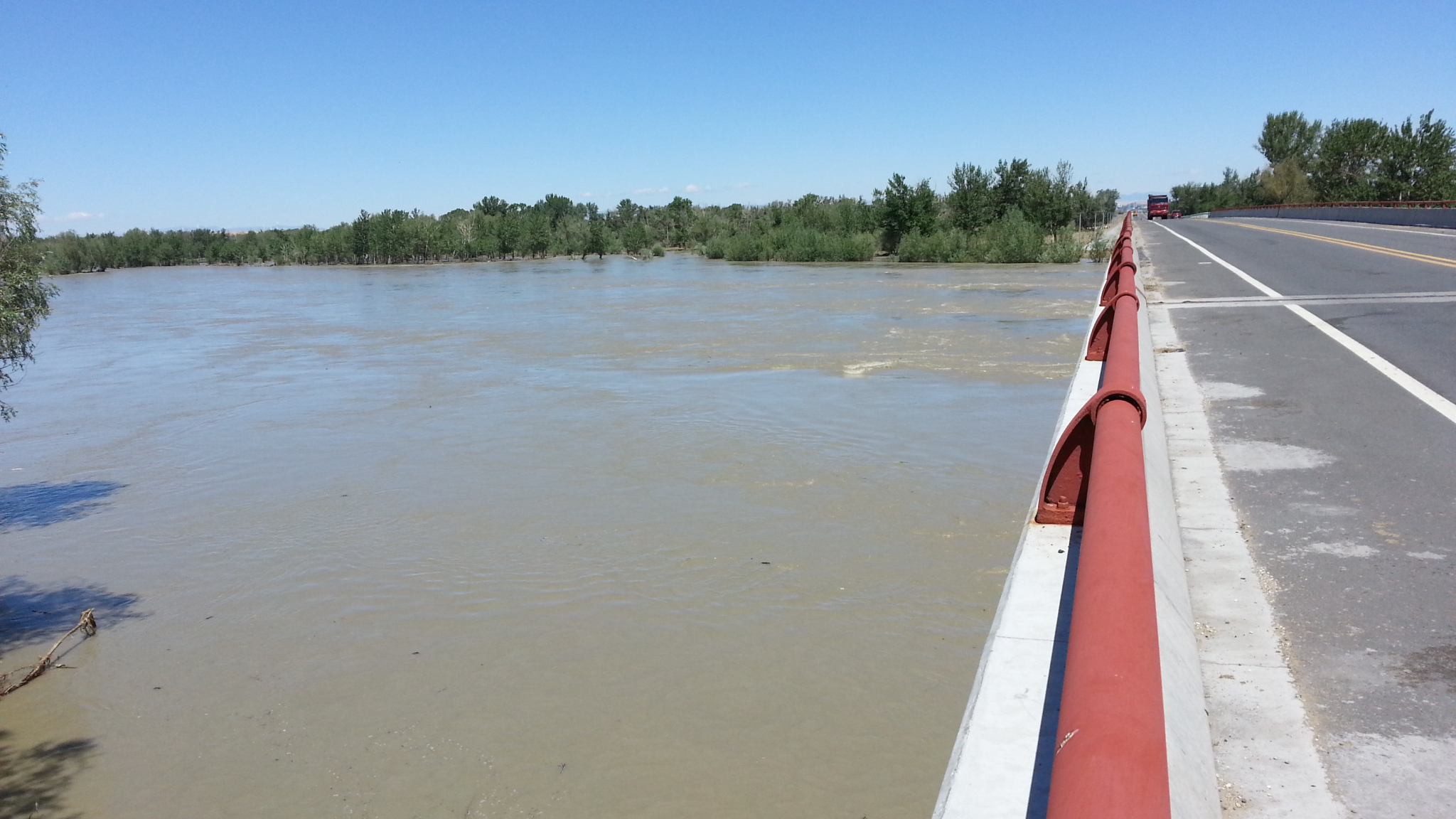
布尔津额尔齐斯河